# Grandići (Foča, BiH)
Grandići su naseljeno mjesto u općini Foči, Republika Srpska, BiH. Smješteni su uz potok i rječicu Bukovik koja se ulijeva tri kilometra južno u Sutjesku. Tri kilometra južno od Grandića je Nacionalni park Sutjeska.
Nakon popisa 1961., uvećano je pripajanjem naselja Mješajića koje je ukinuto (Sl.list NRBiH, br.47/62).

## Stanovništvo
| Narod     | Popis 1961. | Popis 1971. | Popis 1981. | Popis 1991. |
| --------- | ----------- | ----------- | ----------- | ----------- |
| Hrvati    |             |             |             |             |
| Muslimani | 169         | 311         | 268         | 154         |
| Srbi      | 68          | 107         | 74          | 34          |
| ostali    |             | 2           |             | 2           |
| Ukupno    | 237         | 420         | 342         | 190         |